# Halálozások 1998-ban
Ez a szócikk az 1998-as évben elhunyt nevezetes személyeket sorolja fel.

## December
| Dátum        | Név                  | Foglalkozás / tisztség                                | Kor | Forrás |
| ------------ | -------------------- | ----------------------------------------------------- | --- | ------ |
| december 27. | Cziglán István       | a Solaris és a Napoleon Boulevard gitárosa            | 041 |        |
| december 23. | Mark Chatfield       | amerikai úszó, olimpikon                              | 045 |        |
| december 22. | Ivády Sándor         | olimpiai bajnok vízilabdázó                           | 095 |        |
| december 21. | Szőkefalvi-Nagy Béla | matematikus                                           | 085 |        |
| december 20. | Sárkány Miklós       | kétszeres olimpiai bajnok vízilabdázó                 | 090 |        |
| december 7.  | Martin Rodbell       | Nobel-díjas amerikai biokémikus, molekuláris biológus | 073 |        |

## November
| Dátum        | Név            | Foglalkozás / tisztség      | Kor | Forrás |
| ------------ | -------------- | --------------------------- | --- | ------ |
| november 30. | Szabó Ottó     | színművész, szinkronszínész | 077 | —      |
| november 25. | Nelson Goodman | amerikai filozófus          | 092 |        |
| november 24. | Kürti Miklós   | fizikus, az MTA tagja       | 090 | —      |
| november 19. | Alan J. Pakula | amerikai filmrendező        | 070 |        |
| november 16. | Fráter Gedeon  | karmester                   | 079 |        |
| november 10. | Dévay Camilla  | színésznő                   | 075 |        |
| november 8.  | Jean Marais    | francia színész             | 084 |        |
| november 6.  | Szőts István   | Kossuth-díjas filmrendező   | 086 | –      |
| november 5.  | Kócsi Momoko   | japán színésznő (Godzilla)  | 066 |        |
| november 3.  | Bob Kane       | amerikai képregényrajzoló   | 083 |        |

## Október
| Dátum       | Név               | Foglalkozás / tisztség                                                                | Kor | Forrás |
| ----------- | ----------------- | ------------------------------------------------------------------------------------- | --- | ------ |
| október 29. | Ted Hughes        | angol költő                                                                           | 068 |        |
| október 27. | Tolnay Klári      | Kossuth-díjas színművész                                                              | 084 |        |
| október 26. | Ivaszava Kenkicsi | japán matematikus                                                                     | 081 |        |
| október 17. | Joan Hickson      | brit színésznő (Miss Marple), komika                                                  | 092 |        |
| október 16. | Nipl Stefánia     | többszörös magyar bajnok, válogatott úszó, edző, úszóoktató, a dorogi uszoda névadója | 085 | —      |
| október 16. | Keck Antal        | magyar ügyvéd, országgyűlési képviselő                                                | 092 | —      |
| október 11. | Richard Denning   | amerikai színész (Félévente randevú)                                                  | 084 |        |
| október 3.  | Roddy McDowall    | amerikai színész, fotográfus                                                          | 070 | —      |
| október 2.  | Gene Autry        | amerikai country-énekes, -zenész, színész                                             | 091 |        |

## Szeptember
| Dátum          | Név                      | Foglalkozás / tisztség                          | Kor | Forrás |
| -------------- | ------------------------ | ----------------------------------------------- | --- | ------ |
| szeptember 30. | Robert Lewis Taylor      | Pulitzer-díjas (1959) amerikai regényíró        | 086 |        |
| szeptember 27. | Shawn Phelan             | amerikai színész (A terror iskolája)            | 023 |        |
| szeptember 21. | Florence Griffith Joyner | olimpiai bajnok amerikai atléta                 | 038 | –      |
| szeptember 14. | Jang Sang-kun            | kínai politikus, 1988 és 1993 között államelnök | 091 |        |
| szeptember 6.  | Kuroszava Akira          | japán filmrendező                               | 088 | –      |
| szeptember 5.  | Fernando Balzaretti      | mexikói színész                                 | 052 |        |
| szeptember 2.  | Allen Drury              | Pulitzer-díjas (1960) amerikai regényíró        | 080 |        |

## Augusztus
| Dátum         | Név                              | Foglalkozás / tisztség                                                                       | Kor | Forrás |
| ------------- | -------------------------------- | -------------------------------------------------------------------------------------------- | --- | ------ |
| augusztus 30. | Denniz Pop                       | svéd lemezlovas, zenei producer, dalszövegíró                                                | 035 |        |
| augusztus 26. | Frederick Reines                 | Nobel-díjas amerikai fizikus                                                                 | 080 |        |
| augusztus 19. | Vaszilij Alekszandrovics Arhipov | szovjet tengerésztiszt                                                                       | 072 | –      |
| augusztus 17. | Władysław Komar                  | olimpiai bajnok (1972) lengyel atléta, súlylökő                                              | 058 | –      |
| augusztus 17. | Tadeusz Ślusarski                | olimpiai bajnok (1972) lengyel atléta, rúdugró                                               | 058 | –      |
| augusztus 15. | Polinszky Károly                 | Kossuth-díjas vegyészmérnök, az MTA tagja, 1974–1980-ban Magyarország oktatásügyi minisztere | 076 | –      |
| augusztus 9.  | Frankie Ruiz                     | Puerto Rico-i származású amerikai salsa-énekes, dalszerző                                    | 040 |        |
| augusztus 6.  | André Weil                       | francia matematikus                                                                          | 092 | –      |
| augusztus 5.  | Otto Kretschmer                  | német tengeralattjáró-parancsnok                                                             | 086 |        |
| augusztus 5.  | Todor Zsivkov                    | bolgár kommunista politikus, párt- és államfő                                                | 086 |        |
| augusztus 4.  | Posch Gyula                      | a Magyar Optikai Művek vezérigazgatója                                                       | 078 |        |
| augusztus 2.  | Szántó Piroska                   | festőművész                                                                                  | 084 | –      |

## Július
| Dátum             | Név                 | Foglalkozás / tisztség                             | Kor | Forrás |
| ----------------- | ------------------- | -------------------------------------------------- | --- | ------ |
| július 30.        | Jorge Russek        | mexikói színész                                    | 066 |        |
| július 29.        | Jorge Pacheco Areco | uruguayi politikus, köztársasági elnök (1967–1972) | 078 |        |
| július 29.        | Jerome Robbins      | amerikai táncos, koreográfus, balettoktató         | 079 |        |
| július 24.        | Berta Hrubá         | olimpiai ezüstérmes (1980) cseh gyeplabdázó        | 052 |        |
| július 23.        | Gertler Endre       | hegedűművész, tanár                                | 090 |        |
| július 21.        | Alan Shepard        | az első amerikai űrhajós                           | 074 | –      |
| július 21.        | Robert Young        | amerikai színész                                   | 091 |        |
| július 18.        | Betty Marsden       | brit színésznő, komika                             | 079 |        |
| július 15.        | Csenki Imre         | Kossuth-díjas karnagy, zeneszerző                  | 085 |        |
| július 10.        | Bencsik István      | magyar középiskolai és egyetemi tanár, politikus   | 087 |        |
| július 2.         | Gábor Miklós        | Kossuth-díjas színművész                           | 079 |        |
| július 1.         | Kunfalvi Rezső      | fizikatanár                                        | 092 |        |
| július 1. (k. n.) | Nagy Bálint         | sinológus                                          | 071 | [ 1 ]  |

## Június
| Dátum      | Név                           | Foglalkozás / tisztség                                                          | Kor | Forrás                                                          |
| ---------- | ----------------------------- | ------------------------------------------------------------------------------- | --- | --------------------------------------------------------------- |
| június 30. | Galina Leonyidovna Brezsnyeva | orosz közéleti személyiség, Leonyid Iljics Brezsnyev szovjet pártfőtitkár lánya | 069 |                                                                 |
| június 27. | Bende Zsolt                   | operaénekes                                                                     | 072 |                                                                 |
| június 23. | Marik Miklós                  | csillagász                                                                      | 062 |                                                                 |
| június 23. | Maureen O'Sullivan            | ír-amerikai színésznő                                                           | 087 |                                                                 |
| június 18. | Charles Korvin                | magyar nemzetiségű amerikai színész                                             | 090 | –                                                               |
| június 17. | László Gyula                  | régész, történész                                                               | 088 | –                                                               |
| június 11. | Catherine Cookson             | brit író                                                                        | 091 |                                                                 |
| június 11. | Leopoldo Salcedo              | Fülöp-szigeteki színész                                                         | 086 | Archiválva 2018. szeptember 30-i dátummal a Wayback Machine-ben |
| június 8.  | Sani Abacha                   | nigériai tábornok, elnök (1993–1998)                                            | 054 |                                                                 |
| június 8.  | Maria Reiche                  | német-perui matematikus, régész                                                 | 095 |                                                                 |

## Május
| Dátum     | Név            | Foglalkozás / tisztség                                               | Kor | Forrás |
| --------- | -------------- | -------------------------------------------------------------------- | --- | ------ |
| május 19. | Uno Szószuke   | japán politikus, miniszterelnök (1989)                               | 075 |        |
| május 14. | Frank Sinatra  | amerikai előadóművész                                                | 082 |        |
| május 10. | Czinege Lajos  | hadseregtábornok, kommunista pártfunkcionárius, honvédelmi miniszter | 074 | –      |
| május 10. | Oreste Chircop | máltai operaénekes                                                   | 074 |        |
| május 9.  | Alice Faye     | amerikai színésznő                                                   | 083 | –      |
| május 9.  | Gerhard Siedl  | német válogatott labdarúgó                                           | 069 |        |
| május 7.  | Hasznos István | olimpiai bajnok vízilabdázó                                          | 073 | –      |
| május 2.  | Justin Fashanu | angol labdarúgó                                                      | 037 |        |

## Április
| Dátum       | Név                     | Foglalkozás / tisztség                                                               | Kor | Forrás |
| ----------- | ----------------------- | ------------------------------------------------------------------------------------ | --- | ------ |
| április 22. | Vadim Petrovics Hetyman | ukrán közgazdász, bankár és politikus, 1992–1993 között az Ukrán Nemzeti Bank elnöke | 062 |        |
| április 21. | Gáti József             | színész, érdemes és kiváló művész                                                    | 082 |        |
| április 19. | Octavio Paz             | Nobel-díjas mexikói író                                                              | 084 |        |
| április 18. | Deák Ferenc             | labdarúgó, gólrekorder, csatár (Szentlőrinci AC, Ferencváros, Bp. Dózsa)             | 076 |        |
| április 15. | Pol Pot                 | Kambodzsa diktátora, a V. khmer hadsereg parancsnoka                                 | 072 |        |
| április 11. | Rodney Harvey           | amerikai modell, színész                                                             | 030 |        |
| április 5.  | Cozy Powell             | brit rockdobos                                                                       | 050 |        |
| április 2.  | Rob Pilatus             | amerikai énekes, imposztor                                                           | 032 |        |

## Március
| Dátum       | Név              | Foglalkozás / tisztség                                      | Kor | Forrás |
| ----------- | ---------------- | ----------------------------------------------------------- | --- | ------ |
| március 27. | David McClelland | amerikai pszichológus                                       | 080 |        |
| március 26. | Császár István   | József Attila-díjas író                                     | 061 |        |
| március 25. | Török Mária      | magyar származású francia pszichoanalitikus                 | 072 |        |
| március 15. | Benjamin Spock   | amerikai gyermekorvos, író és olimpiai bajnok (1924) evezős | 094 | –      |
| március 14. | Leo Sotorník     | olimpiai bronzérmes cseh tornász                            | 071 |        |
| március 12. | Jozef Kroner     | szlovák színész                                             | 073 |        |
| március 11. | Májer Lajos      | válogatott labdarúgó                                        | 041 |        |
| március 10. | Lloyd Bridges    | amerikai színész                                            | 085 |        |
| március 7.  | Leonie Rysanek   | osztrák operaénekesnő                                       | 071 |        |

## Február
| Dátum       | Név              | Foglalkozás / tisztség                    | Kor | Forrás |
| ----------- | ---------------- | ----------------------------------------- | --- | ------ |
| február 27. | J. T. Walsh      | amerikai színész                          | 054 | –      |
| február 18. | James E. Boyd    | amerikai matematikus, fizikus             | 091 | –      |
| február 17. | Wass Albert      | író, költő                                | 090 | –      |
| február 16. | Paál István      | Jászai Mari-díjas színházi rendező        | 055 |        |
| február 11. | Fenyő János      | fotóművész, vállalkozó                    | 043 |        |
| február 8.  | Halldór Laxness  | Nobel-díjas izlandi író                   | 095 | –      |
| február 7.  | Lawrence Sanders | amerikai író                              | 077 |        |
| február 6.  | Falco            | osztrák popsztár                          | 040 | –      |
| február 6.  | Sidó Ferenc      | kilencszeres világbajnok asztaliteniszező | 074 | –      |
| február 2.  | Raymond Cattell  | brit-amerikai pszichológus                | 092 |        |
| február 1.  | Kenéz Ernő       | operaénekes                               | 075 | –      |

## Január
| Dátum      | Név             | Foglalkozás / tisztség                          | Kor | Forrás |
| ---------- | --------------- | ----------------------------------------------- | --- | ------ |
| január 19. | Carl Perkins    | amerikai zenész                                 | 065 | –      |
| január 9.  | Fukui Kenicsi   | Nobel-díjas japán kémikus                       | 079 |        |
| január 9.  | Lia Manoliu     | olimpiai bajnok román diszkoszvető              | 065 |        |
| január 9.  | Charito Solis   | Fülöp-szigeteki színésznő                       | 062 |        |
| január 8.  | Michael Tippett | angol zeneszerző                                | 093 | –      |
| január 7.  | Richard Hamming | amerikai matematikus                            | 082 |        |
| január 7.  | Vladimir Prelog | Nobel-díjas bosznia-hercegovinai horvát vegyész | 091 |        |
| január 5.  | Sonny Bono      | amerikai politikus, színész, énekes–dalszerző   | 062 |        |
| január 5.  | Bánki Zsuzsa    | színművésznő                                    | 076 |        |
| január 4.  | Iglói Mihály    | atléta, edző                                    | 076 |        |

## Külső hivatkozások
- Kiegészítések a Magyar Életrajzi Kalauzhoz
- A Nemzeti Kegyeleti- és Emlékhely-bizottság honlapja